# 區宗傑
區宗傑（葡萄牙語：Stanley Au Chong-kit，1941年8月28日—），籍貫新會縣潮连富冈鄉（今屬江門市）澳門滙業銀行持有人、澳門政界人士。

## 背景
區宗傑在1958年畢業於澳門粵華中學，父親區榮諤是滙業銀行前身恆生銀號的創辦人。他在1959年前往香港發展事業。1962年至1974年經營外匯公司「Foreign Exchange & Investment Ltd」，1970年至1976年出任「Forex Security Co.」主席，1974年成為首位打開香港金銀業貿易Loco London市場的賣家。1999年，區宗傑參加行政長官選舉，惟只获34票支持，敗於何厚鏵之下，旋獲何厚鏵委任為立法會議員，2001年連任。2005年獲增補為全國政協委員。後由於涉及滙業銀行事件退出澳門政壇，惟仍任全國政協委員。2010年1月9日在澳門培正中學受浸禮，成為基督徒。
由於澳門特首選舉除第一屆以外，候選人都只有一位，區宗傑遂成為澳門歷來唯一一位在特首選舉中挑戰其他候選人並落選的人。2019年接受採訪時，他表示其實早就知道澳門特首選舉自第一屆開始就是「一人選舉」，當年參選純粹是「年少無知」。

## 個人生活
區宗傑於1961年在香港與黃氏（Nancy）結婚，其長女區麗莊於香港出生、成長及工作，政治立場偏向泛民主派，並以「傘後組織」灣仔廣義名義，曾角逐2015年香港區議會選舉灣仔區司徒拔道選區議席，挑戰建制派原任議員但落敗。

## 其他社會職務及榮譽
- 澳門中小企業聯合會會長
- 1976年香港傑出金融家 （倫敦金融時報）
- 1977年香港傑出金融家 （德國一份財經雜誌）[7]
- 香港聯合交易所理事會理事 （1993－99）
- 澳門大學校董 （2002－）[8]